# Reggie Workman
Reginald Workman, detto Reggie (Filadelfia, 26 giugno 1937), è un contrabbassista statunitense.
È un musicista jazz d'avanguardia e hard bop, conosciuto per i suoi lavori con John Coltrane e Art Blakey.

## Carriera
Workman era membro di un gruppo jazz con Gigi Gryce, Roy Haynes, Wayne Shorter e Red Garland.Nel 1961, Workman entrò nel quartetto di  John Coltrane, sostituendo Steve Davis.  Fu presente alla leggendaria sessione  Live at the Village Vanguard , e incise anche con un secondo bassista (Art Davis) nell'album del 1961, Olé Coltrane. Dopo un tour europeo, Workman lasciò Coltrane sempre nel solito anno. Workman ha suonato anche con James Moody, Art Blakey's Jazz Messengers, Yusef Lateef, Pharoah Sanders, Herbie Mann e Thelonious Monk. ha registrato anche con Archie Shepp, Lee Morgan e David Murray.
È attualmente insegnante presso The New School for Jazz and Contemporary Music a New York.

## Discografia

### Come leader
- 1977: Conversation (Con Cecil Bridgewater, Slide Hampton, George Adams, Albert Dailey, Michael Carvin, Lawrence Killian)
- 1986: Synthesis (Leo Records)
- 1987: Gaia (Leo)
- 1989: Images (Music & Arts)
- 1993; Summit Conference (Postcards Records)
- 1995: Cerebral Caverns (Postcards)
- 2000: Altered Spaces  (Leo)

### Come sideman
Con Art Blakey
- Free for All (Blue Note, 1964)
- Kyoto (Riverside, 1964)
- Indestructible (Blue Note, 1964)
- Golden Boy (Colpix, 1964)

Con Marion Brown
- Vista (Impulse!, 1975)

Con Earl Coleman
- Manhattan Serenade (1968)

Con John Coltrane
- Africa/Brass (Impulse!, 1961)
- Olé Coltrane (Atlantic, 1961)
- Impressions (Impulse!, 1963)

Con Stanley Cowell, Billy Harper, Billy Hart
- Such Great Friends (1983)[2]

Con Sussan Deyhim
- Madman of God: Divine Love Songs of the Persian Sufi Masters (Crammed Disc, 2000)

Con Booker Ervin
- The Space Book (Prestige, 1964)
- The Trance (Prestige, 1965)
- Setting the Pace (Prestige, 1965) - Con Dexter Gordon

Con Grant Green
- Goin' West (Blue Note, 1962)

Con Gigi Gryce
- Saying Somethin'! (New Jazz, 1960)

Con Andrew Hill
- Grass Roots (Blue Note, 1968 [2000])

Con Takehiro Honda
- Jodo (Trio, 1972)

Con Bobby Hutcherson
- Medina (Blue Note, 1968)
- Patterns (Blue Note, 1968)

Con Elvin Jones
- Brother John (1982)

Con Duke Jordan
- Flight to Jordan (1960)

Con Oliver Lake
- Edge-ing (Black Saint, 1993)

Con Yusef Lateef
- A Flat, G Flat and C (Impulse!, 1966)

Con Booker Little
- Booker Little and Friend (Bethlehem, 1961)

Con New York Art Quartet
- Mohawk (1965)

Con Dave Pike
- It's Time for Dave Pike (Riverside, 1961)

Con Pharoah Sanders
- Karma (1969)

Con Wayne Shorter
- Night Dreamer (1964)
- JuJu (1964)
- Adam's Apple (1966)

Con Sonny Simmons
- American Jungle (1997)

Con Archie Shepp
- ArConchie Shepp – Bill Dixon Quartet (1962)
- The Magic of Ju-Ju (1967)

Con Mal Waldron
- Up Popped the Devil (Enja, 1973)
- Breaking New Ground (Baybridge 1983)
- Mal Waldron Plays Eric Satie (Baybridge, 1983)
- You and the Night and the Music (Paddle Wheel, 1983)
- The Git Go - Live at the Village Vanguard (Soul Note, 1986)
- The Seagulls of Kristiansund (Soul Note, 1986)
- The Super Quartet Live at Sweet Basil (Paddle Wheel, 1987)
- Crowd Scene (Soul Note, 1989)
- Where Are You? (Soul Note, 1989)
- My Dear Family (Evidence, 1993)

Con Cedar Walton
- Soul Cycle (Prestige, 1969)

Con Tyrone Washington
- Natural Essence (1967)